# Urediniospore
Urediniosporen (of  uredosporen) zijn dunwandige sporen die worden geproduceerd door het uredinium. Het uredinium bevindt zich meestal aan beide kanten van een blad. Urediniosporen hebben meestal twee dikaryote kernen in één cel. Ze zijn meestal lichtbruin in tegenstelling tot teliosporen die over het algemeen donkerbruin zijn, maar ze kunnen ook geel tot oranje van kleur zijn, zoals bij gele roest. Ze hebben 1 of meer kiemporen, die excentrisch of equatoriaal kunnen liggen.

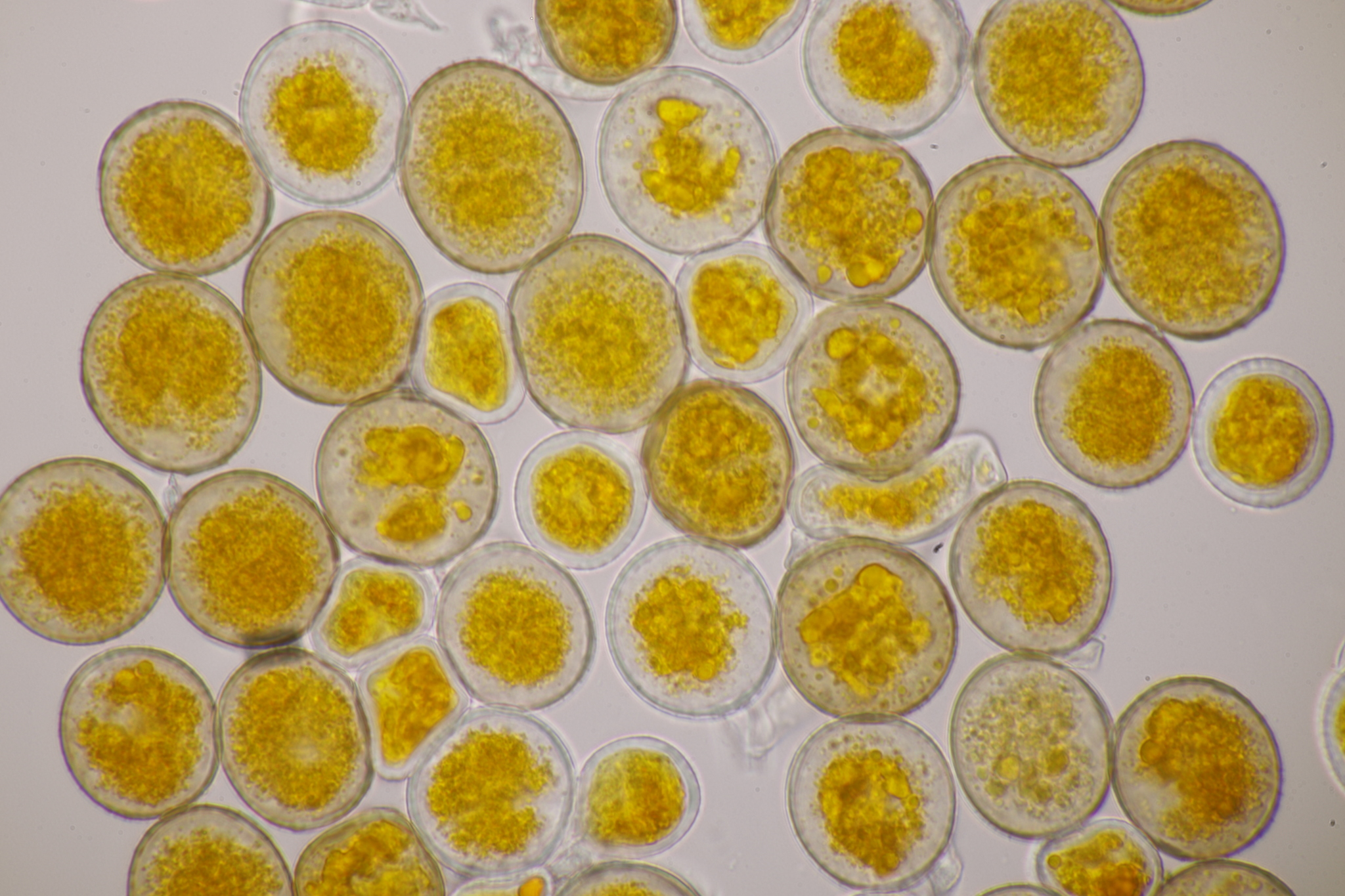
Urediniosporen van bruine roest op rogge
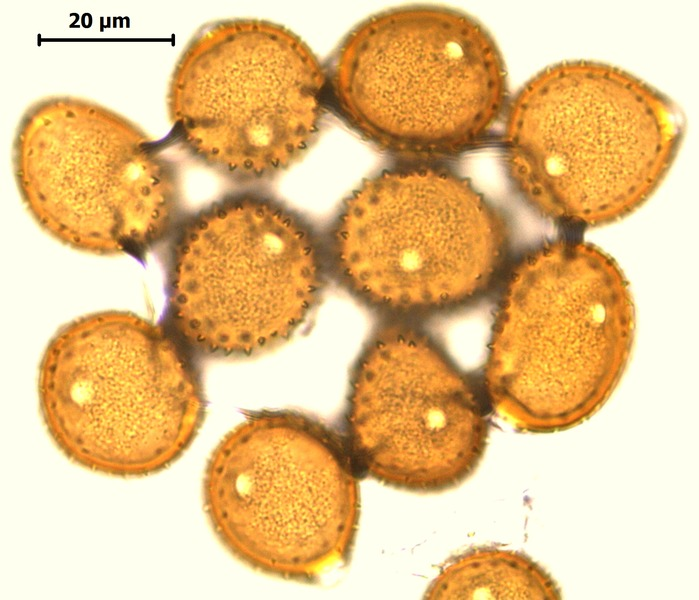
Urediniosporen met kiemporen van cichoreiroest
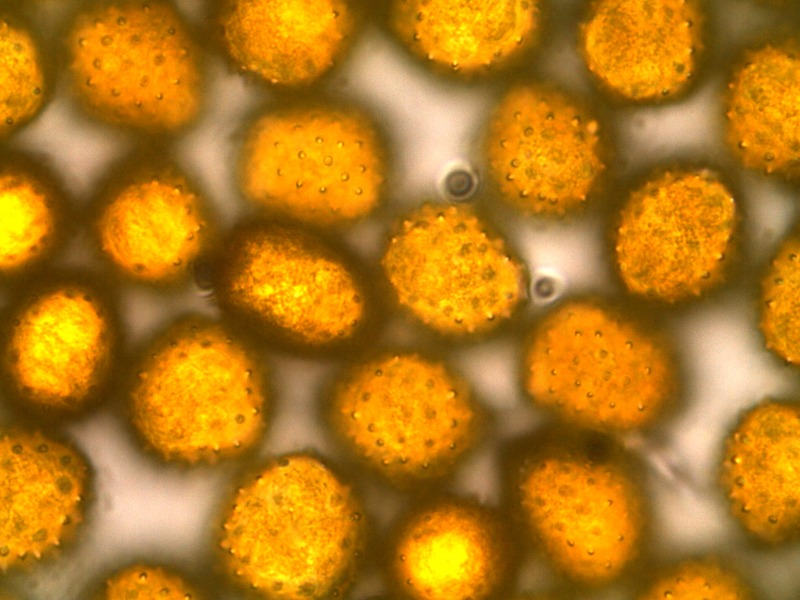
Urediniospore met stekels op de wand van moerasspirearoest
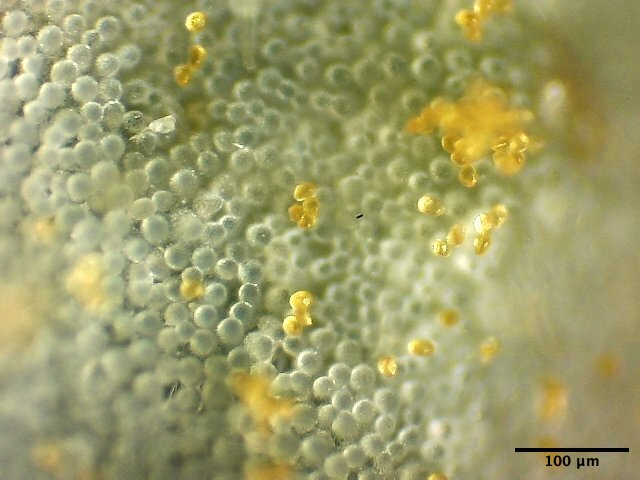
Uredium met urediniosporen van wolfsmelkroest
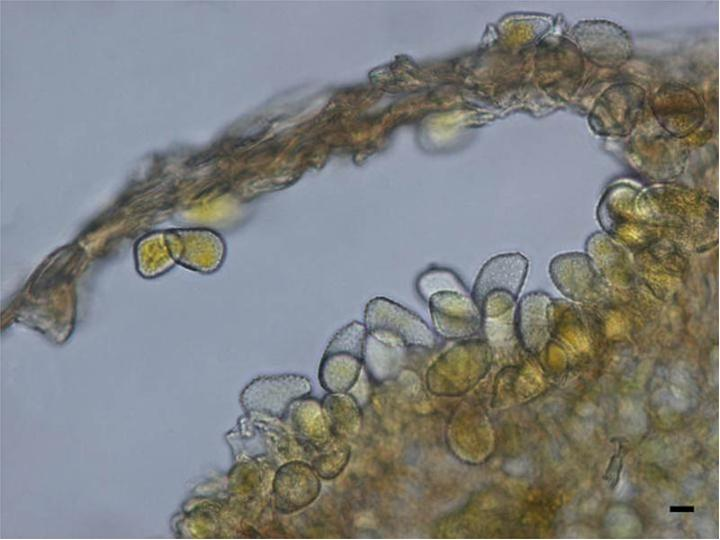
Uredinium met urediniosporen van Puccinia thaliae op Canna indica
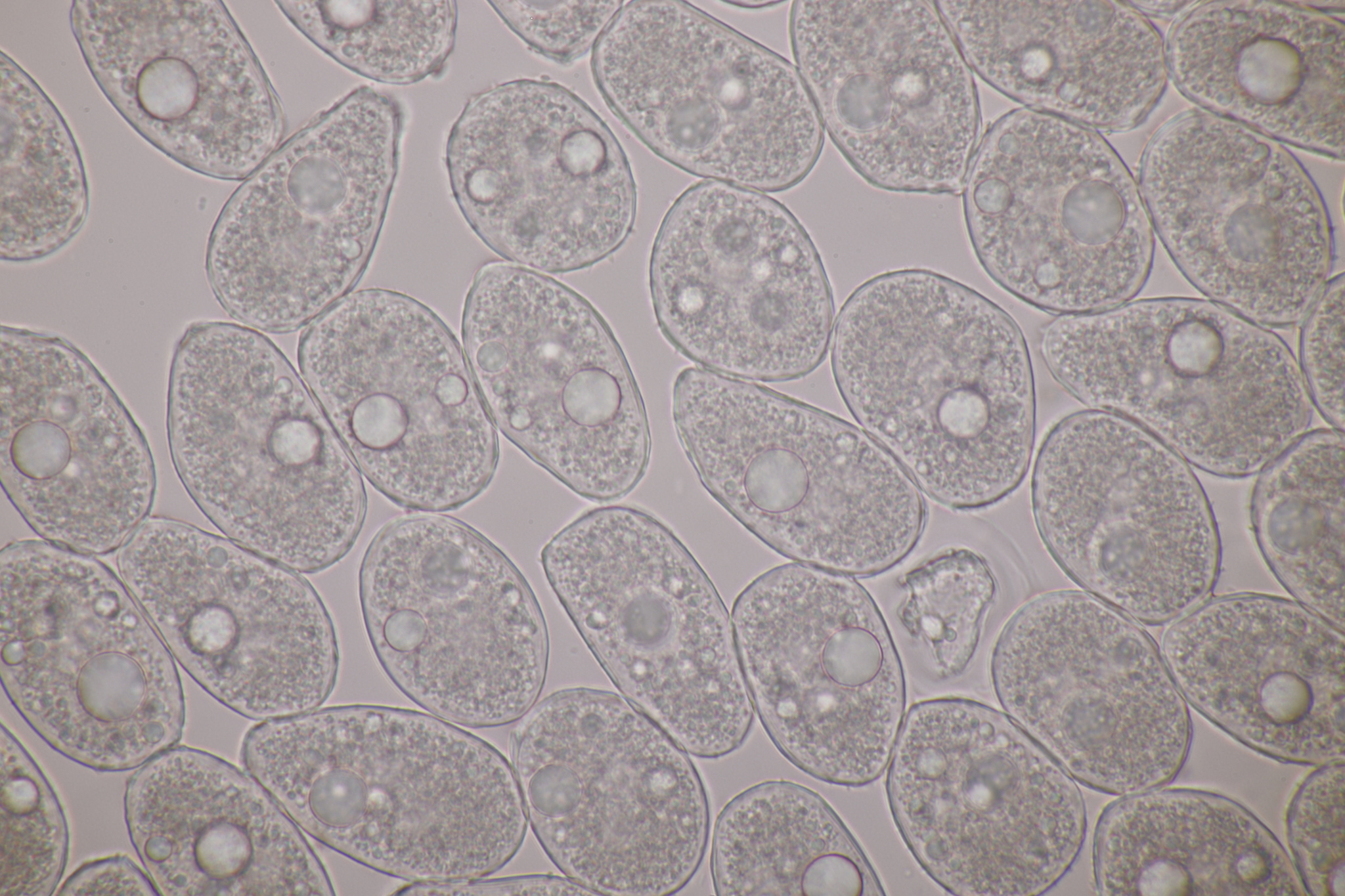
Kleurloze urediniosporen van eikvarenroest
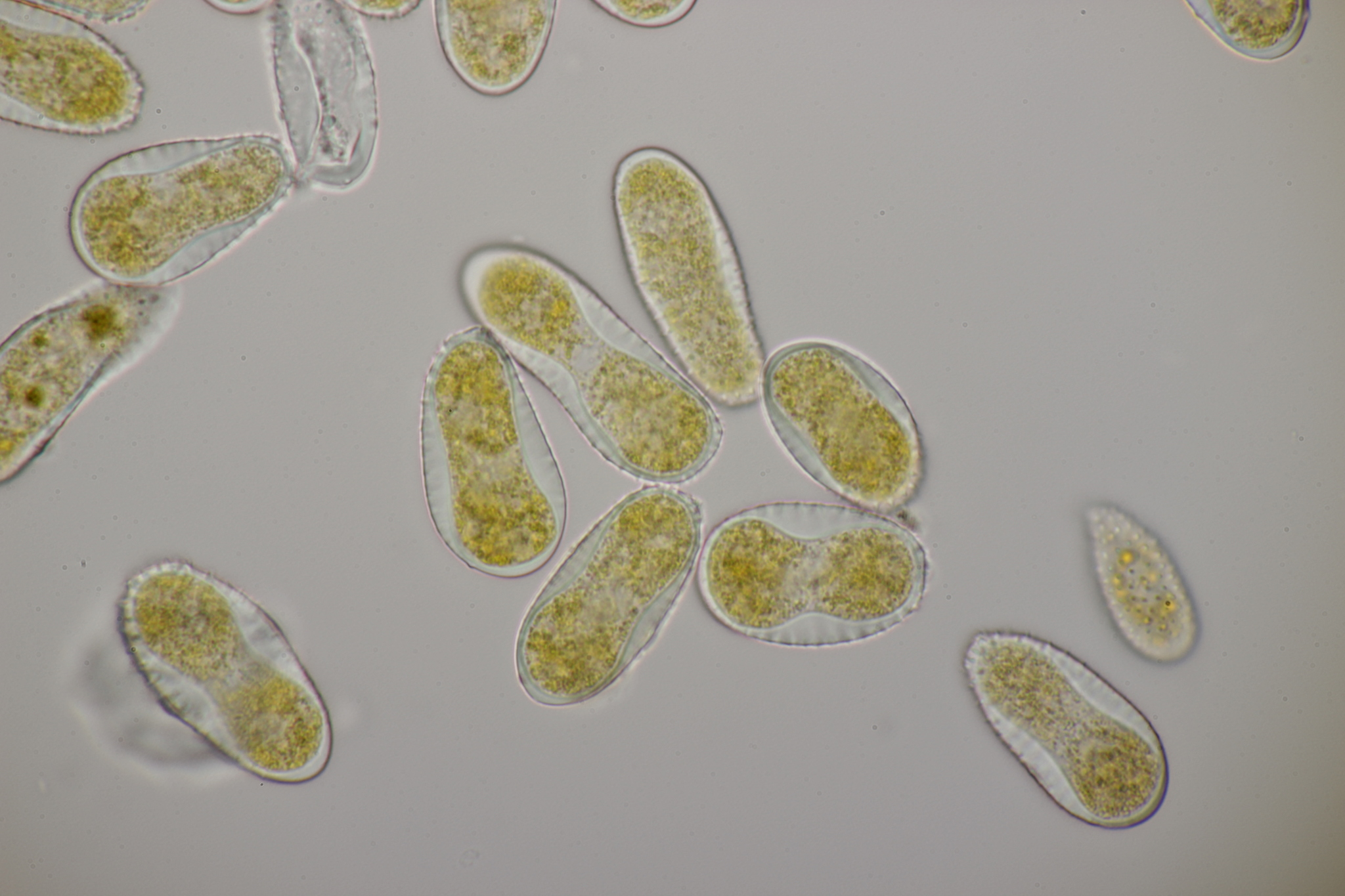
Urediniosporen van lariks-populierenroest
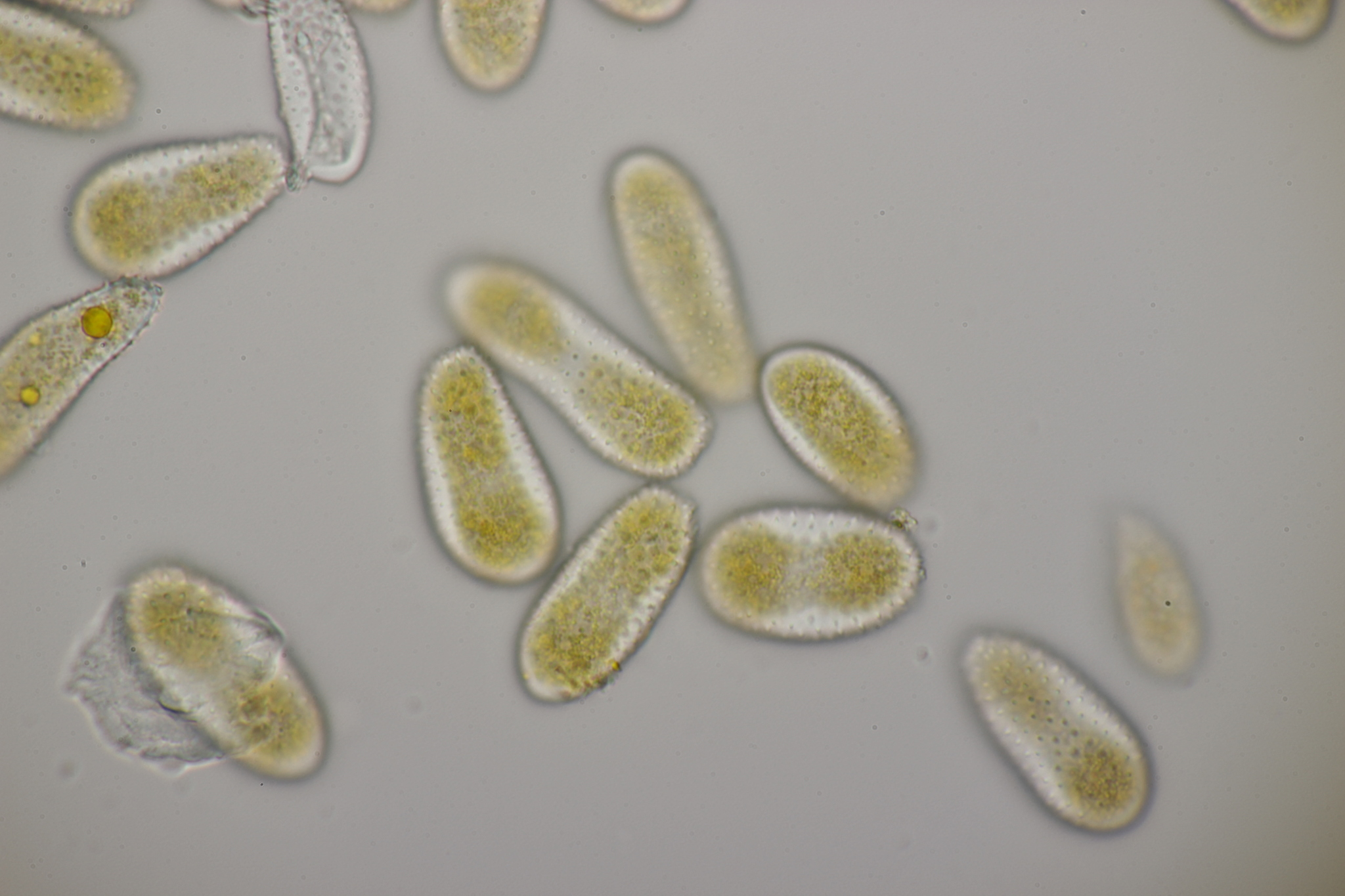
Urediniosporen van lariks-populierenroest
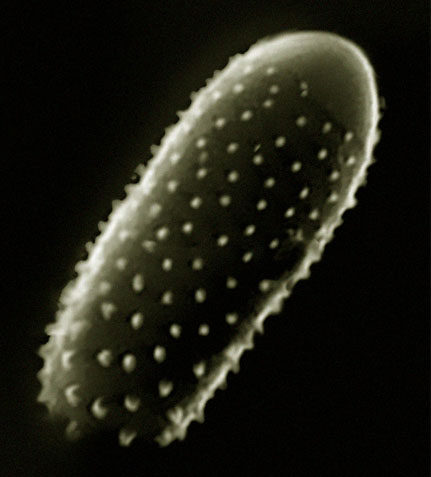
Urediniospore van lariks-populierenroest op populier
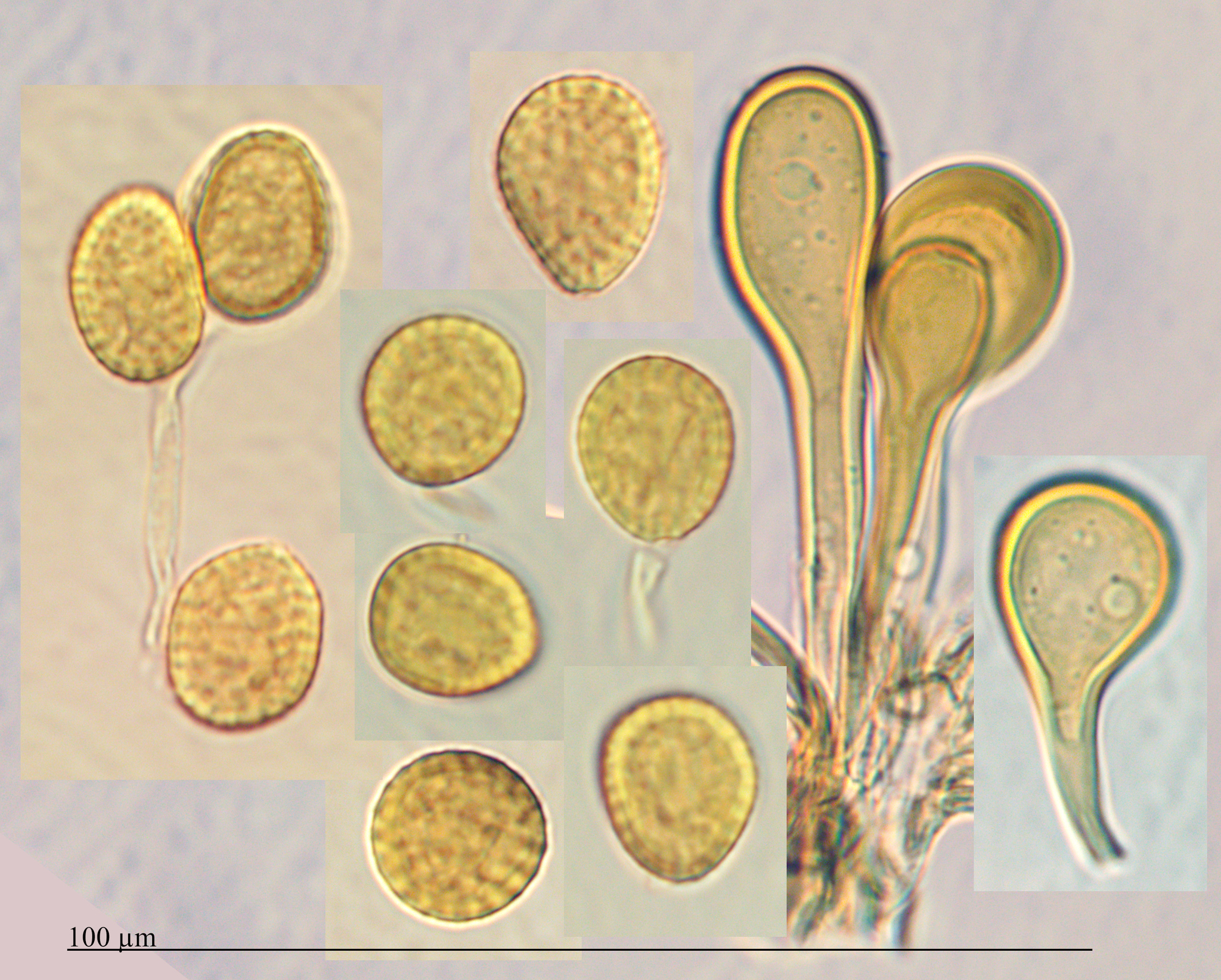
Urediniosporen met parafysen van waardrijke wilgenroest

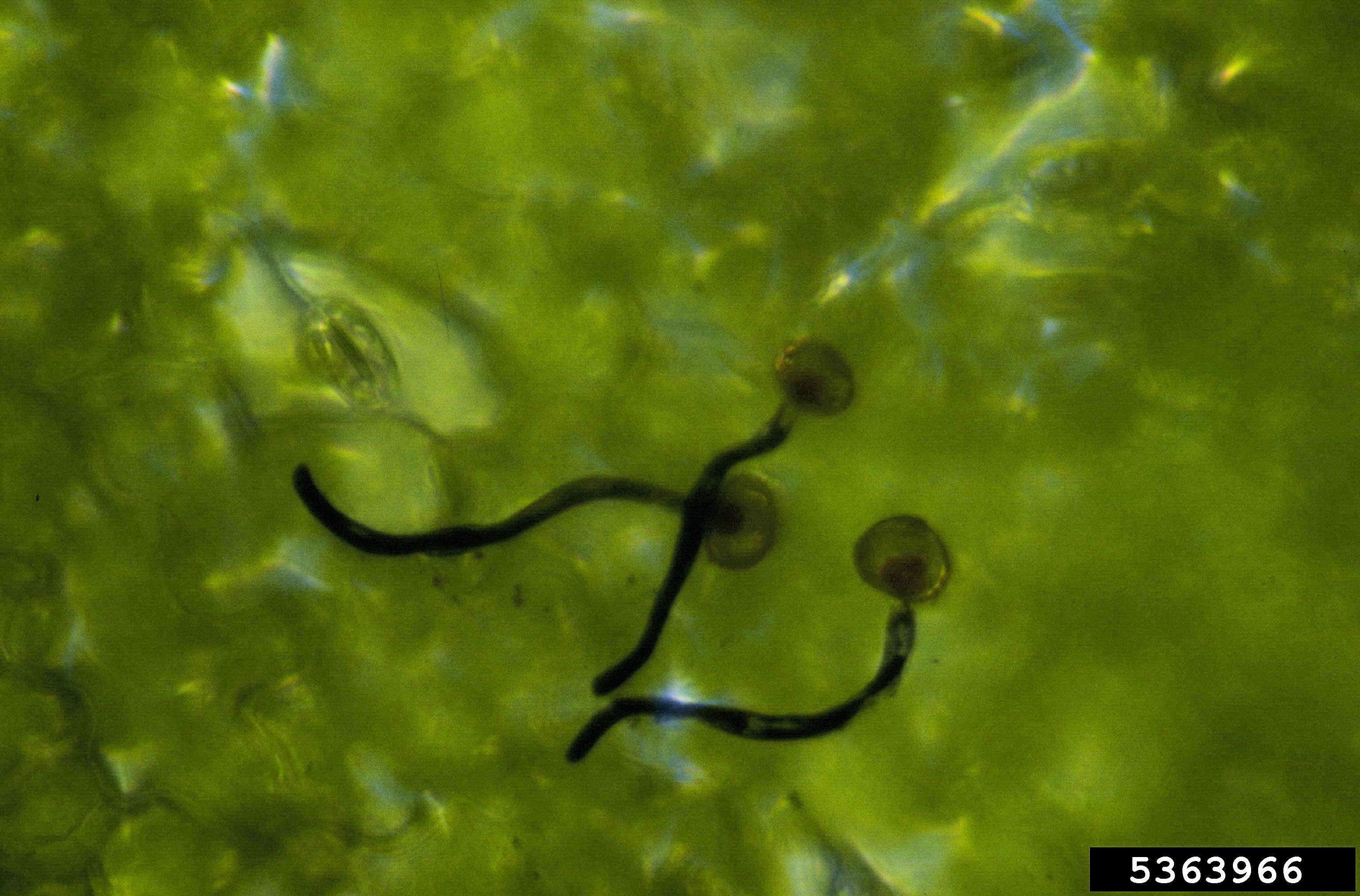
Kiembuizen van roest op sperzieboon

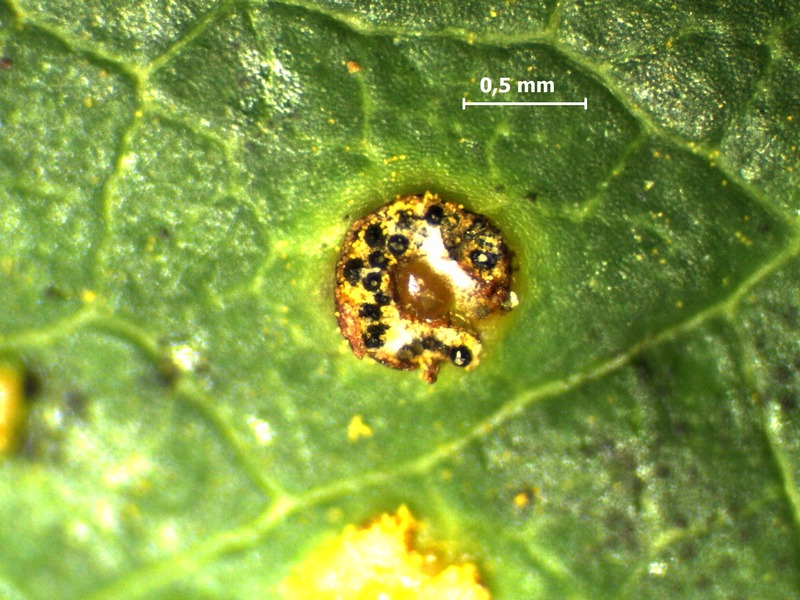
Pycnidia van Eudarluca caricis in een uredinium

## Hyperparasitering
Urediniosporen kunnen worden gehyperparasiteerd door onder andere:
- Cladosporium gallicola
- Eudarluca caricis
- Larven van Mycodiplosis coniophaga
- Larven van Mycodiplosis sphaerothecae